# Mühlenstraße 7 (Stralsund)
Das Wohnhaus Mühlenstraße 7 in Stralsund ist ein denkmalgeschütztes Bauwerk in der Mühlenstraße.

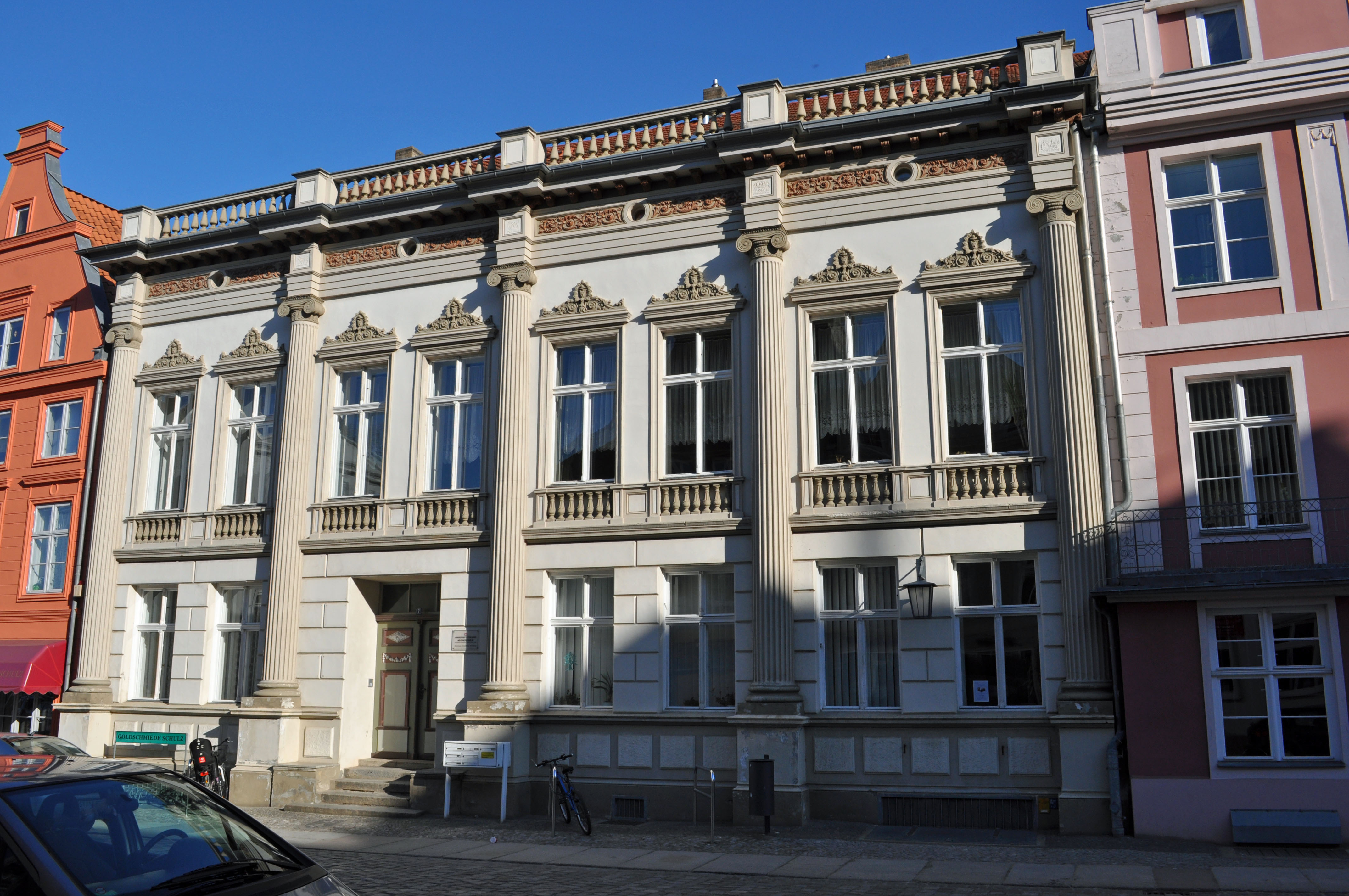
Haus Mühlenstraße 7 in Stralsund (2012)

Auf zwei Grundstücken wurde in der zweiten Hälfte des 18. Jahrhunderts dieses zweigeschossige Traufenhaus errichtet und bei einer Umgestaltung 1860/1870 in seine heutige Form gebracht. Fünf geschossübergreifende, auf Postamenten ruhende Halbsäulen gliedern die Fassade. Das Gebäude besitzt noch mehrere, aus der Umbauzeit 1860/1870 erhaltene Räume mit neobarocker Ausstattung. Das Haus wird von der Musikschule Stralsund genutzt.
Das Haus im Kerngebiet des von der UNESCO als Weltkulturerbe anerkannten Stadtgebietes des Kulturgutes „Historische Altstädte Stralsund und Wismar“ ist in die Liste der Baudenkmale in Stralsund eingetragen.